# Chabihau
Chabihau es un puerto de pescadores de Yucatán en México, perteneciente al municipio de Yobaín, ubicado en el litoral norte de la península de Yucatán.

## Localización
La localidad de Chabihau se encuentra en el litoral norte del estado de Yucatán, 58 km al oriente del puerto de Progreso, entre la población de San Crisanto (municipio de Sinanché)- al este -, y Santa Clara (municipio de Dzidzantún) - al oeste -, y directamente al norte, comunicado con una carretera pavimentada, con Yobaín, la cabecera municipal del municipio homónimo .

## Toponimia
El término Chabihau en idioma maya significa donde el oso hormiguero (Chab) abre camino (haw). Es un patronímico y toponímico.

## Datos históricos
Sobre la fundación de la población actual de Chabihau no existen datos registrados, aunque se sabe que había ocupación maya antes de la conquista de Yucatán en la región, misma que perteneció al cacicazgo o jurisdicción de Ah Kin Chel.
Hacia 1825 el pueblo perteneció al Partido de la Costa, cuya cabecera era Izamal. Más tarde Chabihau formó parte de la jurisdicción de Dzilam González. Finalmente, a partir de 1921 el puerto es parte del municipio de Yobaín.

## Turismo
El ecoturismo se ha convertido en una de las actividades principales de la región.  Toda la zona de playas del litoral norte de la península constituye un atractivo natural que atrae gran cantidad de turistas locales y foráneos. Hay un pequeño yacimiento arqueológico de la civilización maya prehispánica  denominada Chabihau cerca del poblado.

## Galería

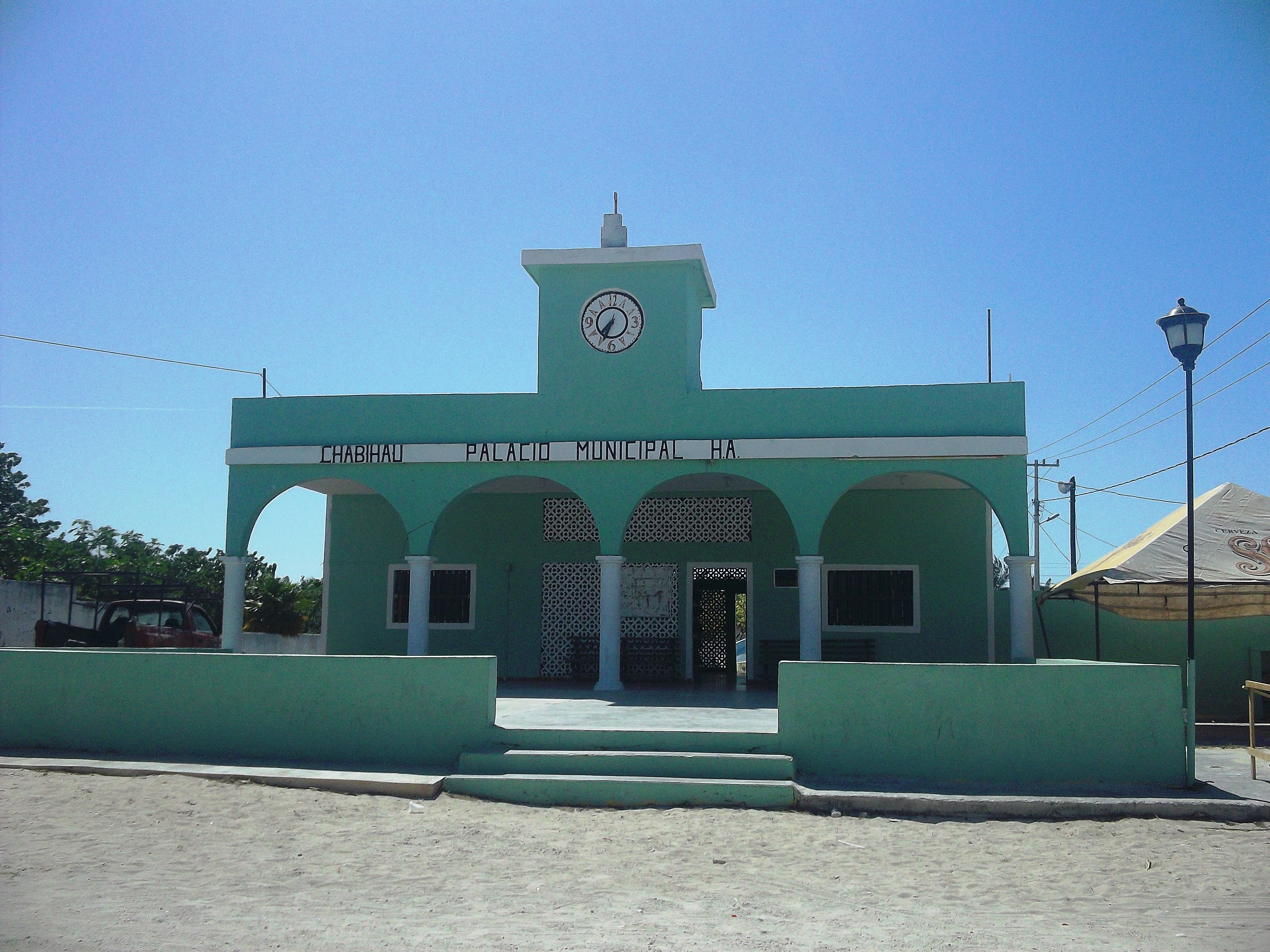
Casa comisarial de Chabihau.
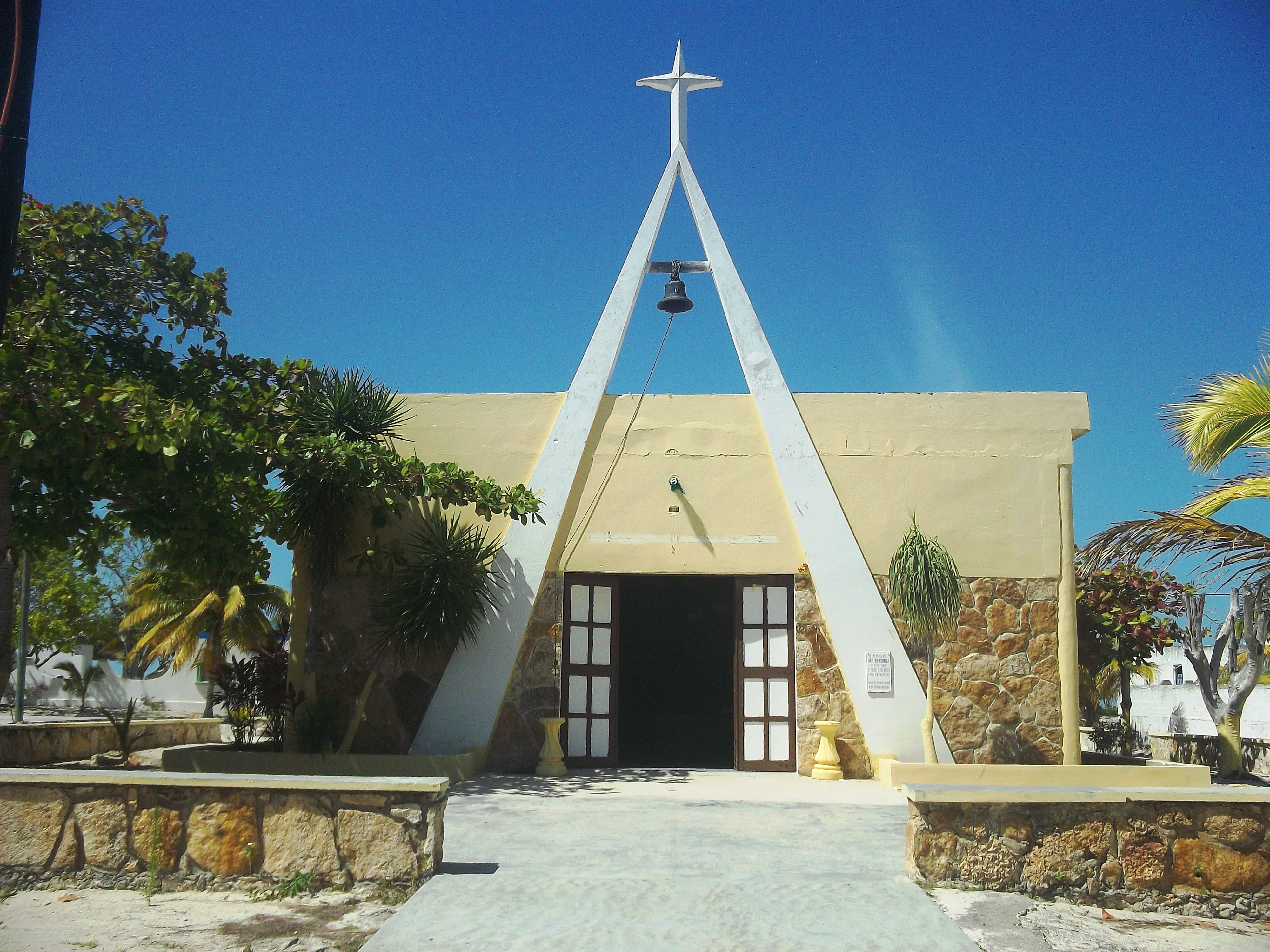
Iglesia de Chabihau.
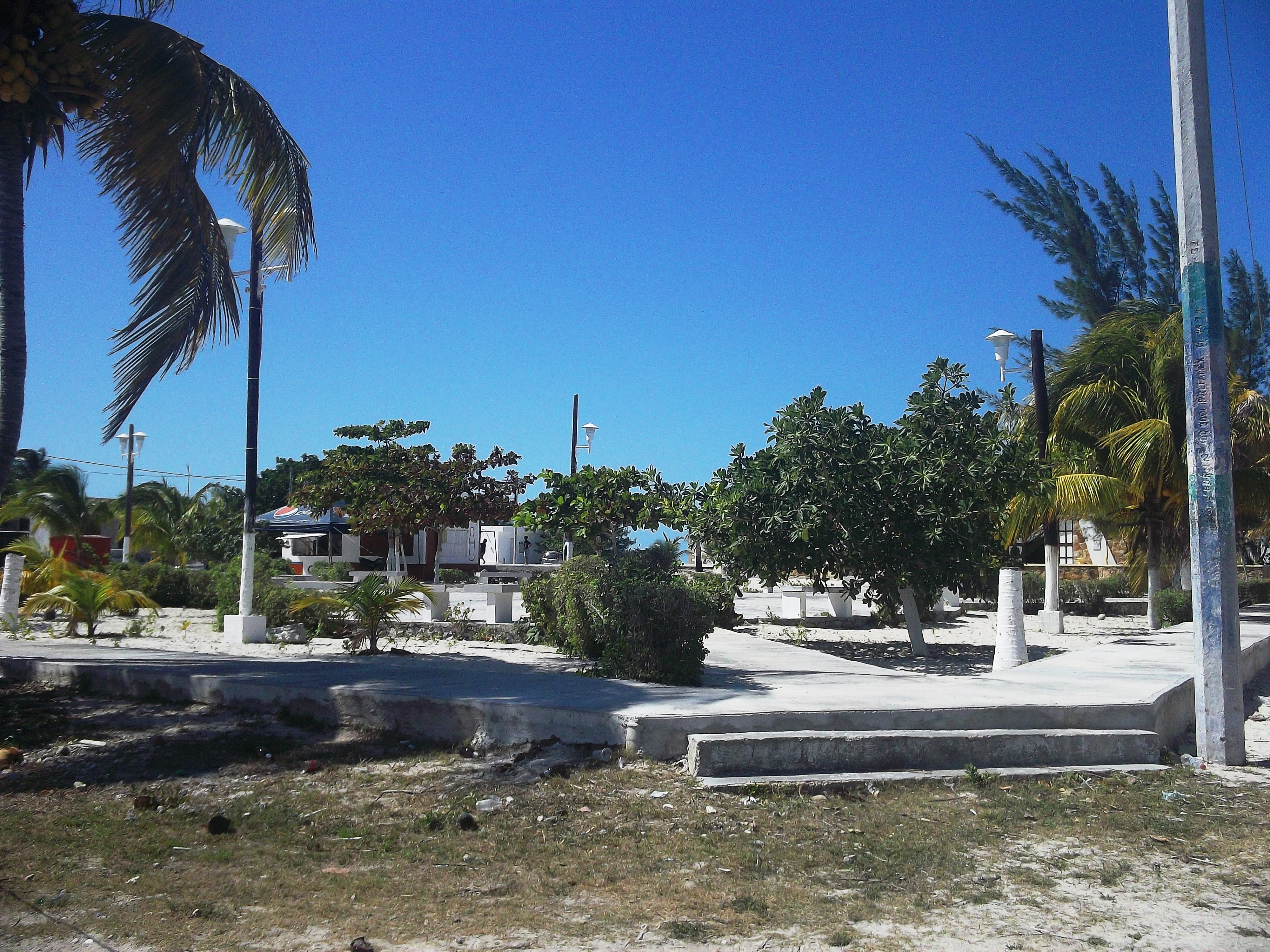
Parque de Chabihau.
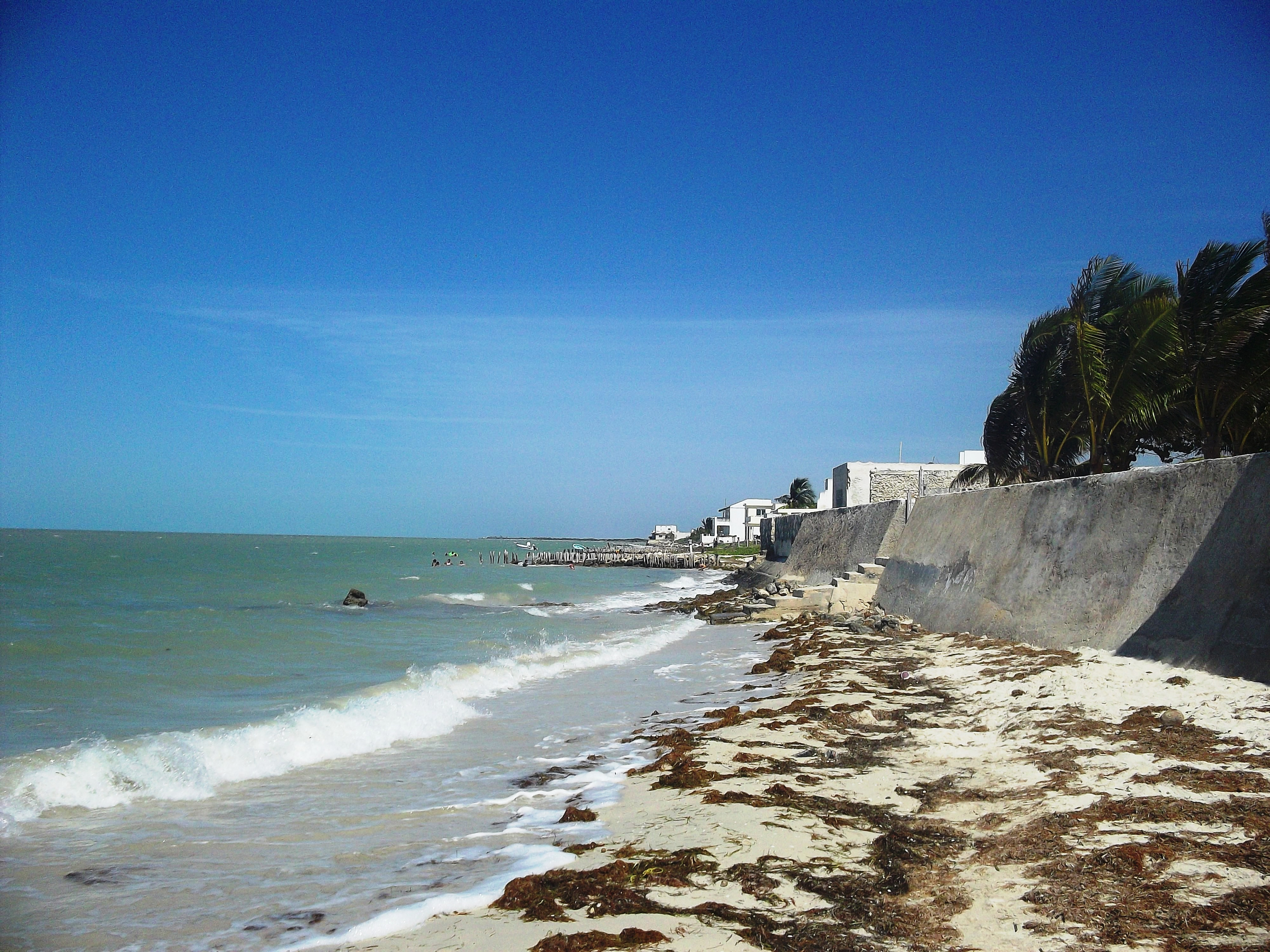
Playas de Chabihau.
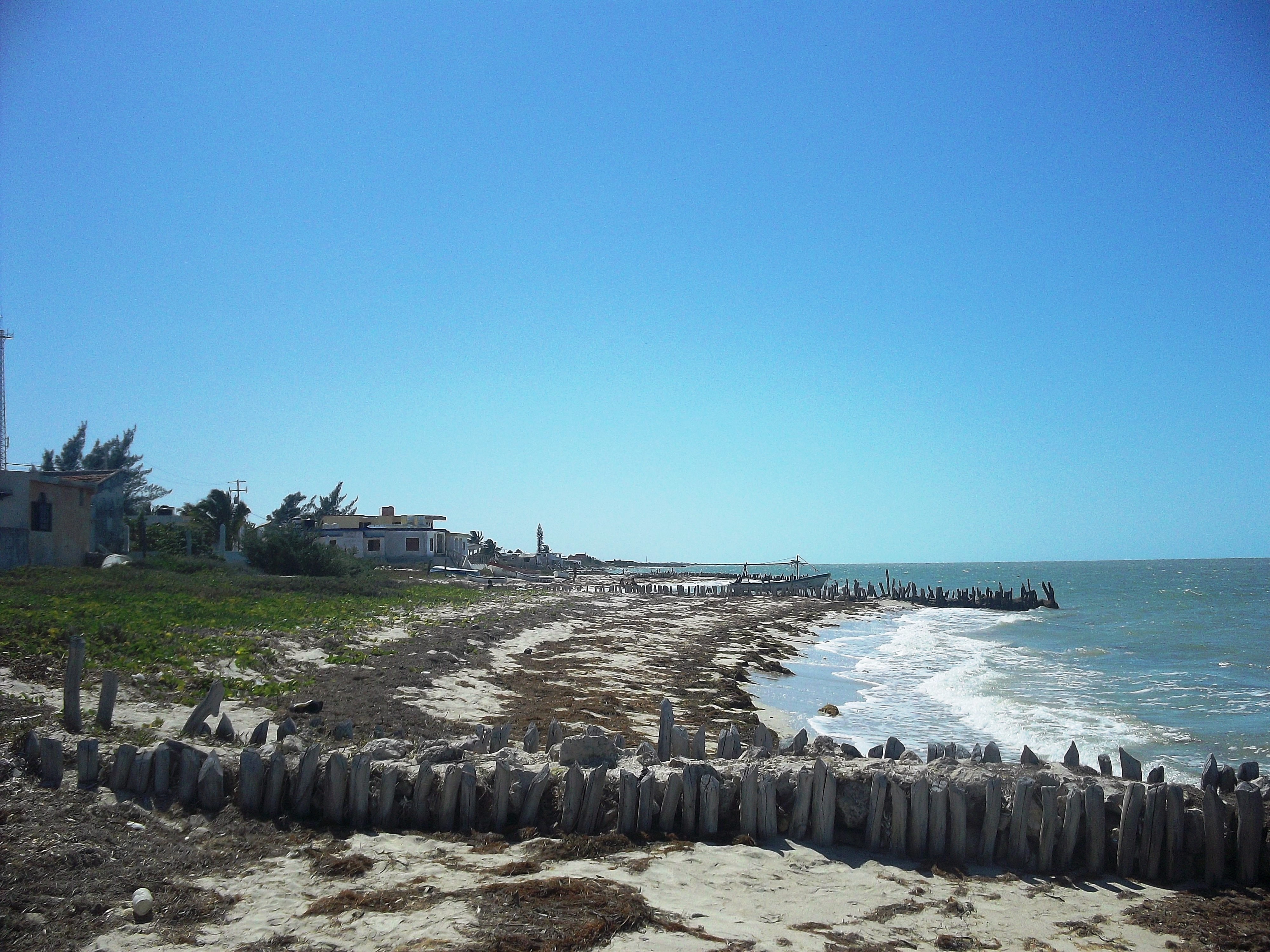
Playas de Chabihau.